# Cecil Park, New South Wales
Cecil Park este o suburbie în Sydney, Australia.